# 蒲生晴明
蒲生 晴明（がもう せいめい、1954年4月5日 - ）は、東京都出身の元ハンドボール選手、指導者。ニックネームは「ガモ」。日本代表の監督も務めた。1999年4月から中部大学に転籍し、2005年4月健康科学教室教授（2011年：健康とスポーツ教育科教授）として体育・スポーツを教育する傍ら、同大学ハンドボール部監督・総監督・部長を歴任している。

## 来歴
中央大学附属高等学校から中央大学に進学し、1年で全日本入り。以来、オリンピックで3大会（モスクワを含む）連続で代表に選ばれ、世界選手権などの国際大会でも活躍した。
卒業後入社した大同特殊鋼でも攻撃記録の最高数を樹立。1970年代から1980年代にかけて日本ハンドボール界をリードしていた。引退後は日本代表監督を務める。
日本ハンドボール協会では、ナショナルトレーニングシステム（通称：NTS 一貫指導システム：競技者育成プログラム）を中心となって策定実践した。この事が認められ日本オリンピック委員会では、各競技団体の競技者育成プログラム策定を中心となってサポートした。
2005年から日本ハンドボール協会強化本部長を務め、2008年北京オリンピックアジア予選における「中東の笛」では、総監督としてベンチにも入った。国際スポーツ裁判（CAS）にも、出廷し不正疑惑を訴えた。
2009年からは、引き続いて日本ハンドボール協会国際担当常務理事も務めハンドボールの普及活動に当たっている。2011世界選手権（スウェーデン）アンバサダー。
日本ハンドボール協会の副会長兼専務理事を務めていたが、一部幹部らの組織運営に問題があったとして、2017年10月に解任動議を提出され、辞任した。

## 競技者歴
- 1974年 世界選手権（東ドイツ）出場 12位
- 1976年 モントリオールオリンピック出場 9位
- 1977年 アジア選手権（クウェート） 金メダル
- 1978年 世界選手権（デンマーク）出場 12位
- 1980年 モスクワオリンピック出場権獲得（日本不参加）
- 1980年 アジア選手権（中国・南京） 金メダル
- 1982年 アジア大会（インド） 銀メダル
- 1982年 世界選手権（西ドイツ）出場 14位
- 1983年 アジア選手権（韓国・ソウル） 銀メダル
- 1984年 ロサンゼルスオリンピック出場 10位
- 日本リーグ - 優勝8回
- 全日本総合選手権 - 優勝2回
- 国民体育大会 - 優勝4回
- 全日本実業団選手権 - 優勝6回
- 全日本学生選手権 - 優勝2回
- 全国高校総合体育大会 - 優勝1回

## 受賞歴
- 日本スポーツ賞受賞
- ミズノスポーツメントール賞受賞
- 中部スポーツ賞受賞
- スペインカップMVP
- 日本ハンドボールリーグベスト7 - 8年連続8回
- 日本ハンドボールリーグ得点王 - 6年連続6回
- 日本ハンドボール7mスロー得点賞 - 5回

その他多数受賞

## 日本代表監督歴
- 1992年 東アジア選手権（上海） 金メダル
- 1993年 アジア選手権（バーレーン） 銅メダル
- 1994年 アジア大会（広島） 銀メダル
- 1995年 世界選手権出場（アイスランド）
- 1995年 アジア選手権（クウェート） 第4位
- 1997年 JAPANCUP 銀メダル
- 1998年 JAPANCUP 金メダル
- 1998年 アジア大会（バンコク） 銅メダル

## 中部大学指導歴（1999～）
- 全日本総合選手権 - 3回出場
- 全日本学生選手権 - 優勝1回、準優勝1回、3位1回
- 西日本学生選手権 - 優勝3回、準優勝4回
- 東海学生リーグ - 優勝13回、準優勝12回